# Campeonato Mundial de Tiro de 1933
El XXIX Campeonato Mundial de Tiro se celebró en Granada (España) en el año 1933 bajo la organización de la Federación Internacional de Tiro Deportivo (ISSF) y la Federación Española de Tiro Deportivo.

## Resultados

### Masculino
| Evento                                   | Oro                                   | Plata                               | Bronce                                |
| ---------------------------------------- | ------------------------------------- | ----------------------------------- | ------------------------------------- |
| Rifle 3 posiciones 300 m                 | Fernand Demierre · Suiza · 1094 pts.  | Karl Zimmermann · Suiza · 1094 pts. | Einari Oksa · Finlandia · 1093 pts.   |
| Rifle 3 posiciones 300 m (equipos)       | Suiza · 5412                          | Finlandia · 5356                    | Suecia · 5306                         |
| Rifle en pos. tendida 300 m              | Einari Oksa · Finlandia · 388         | Kullervo Leskinen · Finlandia · 383 | Bertil Rönnmark · Suecia · 381        |
| Rifle en pos. de rodillas 300 m          | Bertil Rönnmark · Suecia · 381        | Fernand Demierre · Suiza · 377      | Karl Zimmermann · Suiza · 370         |
| Rifle en pos. de pie 300 m               | Karl Zimmermann · Suiza · 354         | Olle Ericsson · Suecia · 350        | Josias Hartmann · Suiza · 347         |
| Rifle militar 3 posiciones 300 m         | Bertil Rönnmark · Suecia · 453        | José de Linos España 450            | Karl Zimmermann · Suiza · 448         |
| Rifle militar en pos. tendida 300 m      | Nils Persson · Suecia · 171           | Karl-August Larsson · Suecia · 165  | Josias Hartmann · Suiza · 164         |
| Rifle militar en pos. de rodillas 300 m  | Eugenio de las Heras España 162       | Cristóbal Tauler España 158         | Ángel Ballesteros España 157          |
| Rifle militar en pos. de pie 300 m       | Juan Rodríguez Somoza España 150      | Marcel Fitoussi Francia 149         | José de Linos España 147              |
| Rifle en pos. tendida 50 m               | H. Longhurst Reino Unido 396          | Bertil Rönnmark · Suecia · 395      | F. Morse Reino Unido 393              |
| Rifle en pos. tendida 50 m (equipos)     | Suecia · 1935                         | Finlandia · 1921                    | Reino Unido 1919                      |
| Rifle en pos. de rodillas 50 m           | Osmo Rantala · Finlandia · 372        | Kullervo Leskinen · Finlandia · 372 | Charles Coquelin de Lisle Francia 372 |
| Rifle en pos. de rodillas 50 m (equipos) | Finlandia · 1827                      | Suecia · 1800                       | Francia 1794                          |
| Rifle en pos. de pie 50 m                | Charles Coquelin de Lisle Francia 361 | Marcel Fitoussi Francia 361         | Kullervo Leskinen · Finlandia · 360   |
| Rifle en pos. de pie 50 m (equipos)      | Finlandia · 1749                      | Francia 1717                        | Suecia · 1694                         |
| Pistola 50 m                             | Torsten Ullman · Suecia · 541         | Charles des Jammonières Francia 530 | Severin Crivelli · Suiza · 529        |
| Pistola 50 m (equipos)                   | Suiza · 2587                          | Francia 2568                        | España 2526                           |
| Pistola rápida de fuego 25 m             | Charles des Jammonières Francia 18    | Cristóbal Tauler España 18          | Luis Calvet España 18                 |

## Medallero
| Núm. | País        | Oro | Plata | Bronce | Total |
| ---- | ----------- | --- | ----- | ------ | ----- |
| 1    | Suecia      | 5   | 4     | 3      | 12    |
| 2    | Finlandia   | 4   | 4     | 2      | 10    |
| 3    | Suiza       | 4   | 2     | 5      | 11    |
| 4    | Francia     | 2   | 5     | 2      | 9     |
| 5    | España      | 2   | 3     | 4      | 9     |
| 6    | Reino Unido | 1   | 0     | 2      | 3     |
|      | TOTAL       | 18  | 18    | 18     | 44    |